# فريد محمد بركات
الأديب الشاعر الأستاذ
فريد بركات
من مواليد عدن ١٩  مارس ١٩٤٦م
درس الثانوية في عدن ، والجامعة في القاهرة
) خريج آداب جامعة القاهرة ٦٨ / ٦٩م )
رئيس تحرير - مؤسس - مجلة الثقافة الجديدة (۱۹۷۰م) .
من مؤسسين اتحاد الأدباء والكتاب اليمنيين -
اللجنة التحضيرية العليا للاتحاد (۱۹۷۰م) ثم عضو في المجلس
التنفيذي والأمانة العامة للاتحاد ( السكرتير الثقافي لاتحاد
الأدباء والكتاب اليمنيين الأسبق ).
عضو المجلس الاستشاري لاتحاد الأدباء والكتاب اليمنيين حالياً .
شغل المناصب التالية:
( مديراً عاماً للثقافة / وكيلاً لوزارة الثقافة والسياحة / نائباً لوزير الثقافة والسياحة / نائباً لرئيس لجنة الدولة للإعلام / رئيساً لتحرير المجلة النظرية والفكرية للحزب الاشتراكي اليمني ، مجلة قضايا العصر الشهرية / وكيلاً لوزارة الثقافة والسياحة بعد قيام دولة الوحدة اليمنية عام ۱۹۹۰م حتى عام ١٩٩٤م.
عضو مؤسس لمنظمة الصحفيين اليمنيين الديمقراطيين(۱۹۷۰م)
أديب وشاعر حداثي ستيني، وكاتب معروف . نشرت قصائده
المكتوبة باللغة الفصحى في مختلف الصحف والمجلات اليمنية
والعربية. كما تناول شعره وكتاباته النقدية بالعرض والتحليل
عدد من المؤلفين اليمنيين والعرب والأجانب . وغنى من أشعاره
الفصيحة والعامية عدد من كبار المطربين والمطربات اليمنيين
واليمنيات.
له العديد من الدواوين الشعرية يعمل حالياً على تجميعها
واعدادها للنشر تحت عنوان ( ديوان فريد بركات - الأعمال
الكاملة)
كما يعمل حالياً على جمع وإعداد كتاباته المنشورة النقدية
والأدبية والثقافية والسياسية ، لإعادة نشرها في كتب .
نشرت له أول قصيدة تحت عنوان «قبلة عذرية في عام ١٩٦١م
في صحيفة «الطليعة لصاحبها الأستاذ أحمد عوض باوزير
وقصة قصيرة تحت عنوان «الثائرة على التقاليد في مجلة
الفكر عام ١٩٦٠م.
كان أول نشر أدبي للشاعر ، على مستوى الخارج ، في عام ١٩٦٩م
في مجلة «الطليعة المصرية، التي كان يرأس تحريرها المفكر
المصري الراحل لطفي الخولي . وقد كان ذلك العدد مكرساً لشهادات أدبية ، فكرية لكوكبة من أدباء وشعراء الوطن العربي في الستينات من ضمنها شهادة الشاعر فريد بركات ، وقد شكلت جميعها ملفاً خاصاً لعدد خاص من مجلة الطليعة المصرية أشرف عليه الناقد المصري الراحل د. غالي شكري تحت عنوان : رئيس هو ، هكذا يتكلم الأدباء الشبان في الوطن العربي
وقد ضم ذلك العدد شهادات أدبية للأدباء والشعراء : د. عبد العزيز
المقالح والشاعر محمد إبراهيم أبو سنة والشاعر عز الدين المناصرة
والشاعر وليد سيف والشاعر أمل دنقل ، وغيرهم من الأدباء
والشعراء العرب الستينيين الذين أصبحوا يحتلون اليوم مكانة
أدبية رفيعة بارزة على مستوى الوطن العربي . وقد علق على تلك
الشهادات الأدبية، في العدد نفسه ، عدد من النقاد العرب البارزين من أمثال الدكتور غالي شكري والدكتور شكري عياد والناقد فاروق
عبد القادر وغيرهم .
بدأ اهتمامه بالأدب
والشعر والقصة والنقد منذ مرحلة الدراسة
المتوسطة بتشجيع من والده. نشر معظم ما كتب
الصحف والمجلات اليمنية والعربية نشر
قصتين في مطلع عام ١٩٦٠ . اختارته مجلة
الطليعة ممثلاً وحيداً للشطر الجنوبي من الوطن
اليمني في عددها الخاص ١٩٦٩ . نال الجائزة
الأولى في القصة في المسابقة الأدبية التي أقامتها
مجلة «الفكر». ألف أحد النقاد الروس كتاباً عن
في
الأدب اليمني ضمنه دراسة لكتاباته .
مصادر ترجمته :
معجم البابطين ٨٠٢/٣ .
وله سبعة دواوين شعرية لم تطبع وله الكثير من القصائد وأغاني منتشره في الوطن العربي اشهرها أغنية صبوحه خطبها نصيب.